# FK Drina Zvornik
Le FK Drina Zvornik est un club bosnien de football basé à Zvornik et fondé en 1945. Il évolue actuellement en première division.

## Palmarès
- Championnat de République serbe de Bosnie 
  - Champion : 2010, 2014